# Carlos Santana & Buddy Miles! Live!
Carlos Santana & Buddy Miles! Live! – album koncertowy Carlosa Santany i Buddy'ego Milesa.

## Lista utworów
| 1. | "Marbles" (McLaughlin)                               | 4:18  |
|    |                                                      |       |
| 2. | "Lava" (Miles)                                       | 2:10  |
|    |                                                      |       |
| 3. | "Evil Ways" (Henry)                                  | 6:36  |
|    |                                                      |       |
| 4. | "Faith Interlude" (Miles, Santana)                   | 2:13  |
|    |                                                      |       |
| 5. | "Them Changes" (Miles)                               | 5:50  |
|    |                                                      |       |
| 6. | "Free Form Funkafide Filth" (Errico, Johnson, Miles) | 24:54 |
|    |                                                      |       |
|    |                                                      | 46:01 |
|    |                                                      |       |

## Twórcy
- Carlos Santana – gitara, śpiew
- Buddy Miles – perkusja, konga, śpiew
- Neal Schon – gitara
- Ron Johnson – gitara basowa
- Mingo Lewis – perkusja
- Bob Hogins – organy
- Hadley Caliman – flet, saksofon
- Luis Gasca – trąbka
- Richard Clark – perkusja, konga
- Coke Escovedo – perkusja
- Mike Carabello – perkusja, konga
- Victor Pantoja – perkusja, konga
- Greg Errico – perkusja